# Knížecí stolec
Knížecí stolec (dříve též Liščí louka, německy Fuchswiese) je 1236 m vysoká hora v jihočeské části Šumavy, ve vojenském újezdu Boletice. Pro veřejnost je nepřístupná. Jde také o nejvyšší horu podcelku Želnavská hornatina a po Smrčině druhou nejvyšší horu okresu Český Krumlov. 

## Historie
Vrchol Knížecího stolce byl od vzniku vojenského výcvikového prostoru Boletice v roce 1947 pro veřejnost nepřístupný. Na podzim 2011 byla na vrchol nově vyznačena modrá turistická trasa, na niž byl od července 2012 povolen vstup o víkendech a o svátcích. Od 1. ledna 2023 pak pouze po trase Záhvozdí – Knížecí stolec – Záhvozdí, a to pouze  od 6.00 do 22.00 hod. a jen ve státních svátcích: 1. 1., 8. 5., 5. 7., 6. 7., 28. 9., 28. 10., 17. 11., dále o sobotách a nedělích v červenci a v srpnu.  Od 1. května 2024 je tato turistická stezka zrušena.

## Rozhledna
Dne 11. července 2012 byla na vrcholu slavnostně otevřena 8 m vysoká dřevěná rozhledna. První rozhledna zde byla postavena již v roce 1938. Bylo zde rovněž umístěno vrcholové razítko. Při zvlášť výborné dohlednosti byly odtud viditelné i Alpy.
Dne 31. ledna 2024 byla rozhledna pro špatný technický stav (napadení dřevokaznou houbou) odstřelena. Odstřel provedli v rámci výcviku bechyňští pyrotechnici Armády ČR.